# Fukusima Genicsi
Fukusima Genicsi (福島玄一; Hepburn: Genichi Fukushima; Mijagi, 1911. április 6. – 1994. július 1.) japán nemzetközi labdarúgó-játékvezető.

## Pályafutása

### Labdarúgóként
1924-ben ismerkedik meg a labdarúgással, először futballozik. Labdarúgó társai közül hárman – Macumaru Teiicsi, Takeucsi Teizó és Abe Hodzsi – a japán válogatottságig vitte. 1928-ban junior válogatott, fedezet (hátvéd) volt. 1932-ben vállalata csapatában rúgta a labdát.

### Labdarúgó-játékvezetőként

#### Nemzeti játékvezetés
A játékvezetői vizsgát 1936-ban Tokióban megszerezve rövid idő alatt magasabb minősítést szerzett. Országos szinten partbíróként tevékenykedett, alacsonyabb osztályokban bíróként szolgált. Sportvezetőinek javaslatára lett játékvezető. 1965-1970 között a megalakult profi liga játékvezetőjeként 22 mérkőzést irányított. Az aktív nemzeti játékvezetéstől 1970-ben vonult vissza.

#### Nemzetközi játékvezetés
A Japán labdarúgó-szövetség Játékvezető Bizottsága (JB) 1957-ben terjesztette fel nemzetközi játékvezetőnek, a Nemzetközi Labdarúgó-szövetség (FIFA) bíróinak keretébe. Több nemzetek közötti válogatott- és klubmérkőzést vezetett, vagy működő társának segített partbíróként. Az aktív nemzetközi játékvezetéstől 1966-ban először búcsúzott, 1967-től 1970-ig további bizalmat kapott. 1970-ben 59 évesen másodszor búcsúzott.

##### Olimpia
Az 1964. évi nyári olimpiai játékok labdarúgó tornájának mérkőzésein a FIFA JB bíróként alkalmazta. A kor elvárása szerint, ha nem vezetett, akkor működő társának segített partbíróként. A FIFA JB egyes számú partbírónak sorolta. Olimpián vezetett mérkőzéseinek száma: 1 + 2 (partbíró).
| Időpont           | Helyszín                | Mérkőzés típusa        | Mérkőzés                 | Eredmény |
| ----------------- | ----------------------- | ---------------------- | ------------------------ | -------- |
| 1964. október 15. | Komazava Stadion, Tokió | selejtező (B. csoport) | Magyarország–Jugoszlávia | 6 : 5    |

## Sportvezetőként
- 1965-1971 között Japán JB elnöke, a Japán Labdarúgó-szövetség (JFA) tanácsának tagja. Szakmai útmutatása alapján fejlődött a játékvezetők képzése, ellenőrzése, alkalmazása.
- Több területi labdarúgó-szövetség elnöke.
  - a Kantó Labdarúgó Szövetség, játékvezetők bizottságának elnöke,
  - a Japán Játékvezető Bizottság (JB) elnöke,
  - a Szuginami-ku Labdarúgó-szövetség elnöke,
  - a Szuginami-ku Sportszövetség elnöke.

## Szakmai sikerek
- 1969-ben az első Japán játékvezető, akit a FIFA, a FIFA Érdemrenddel jutalmazott.
- 1984-ben a Japán oktatási miniszter oklevéllel ismerte el áldozatos munkáját.
- 2006. május 23-án a Japán sportolók dicsőségfalára került.